# Adesmia psoraleoides
Adesmia psoraleoides är en ärtväxtart som beskrevs av Julius Rudolph Theodor Vogel. Adesmia psoraleoides ingår i släktet Adesmia och familjen ärtväxter. Inga underarter finns listade i Catalogue of Life.